# Đèn sưởi

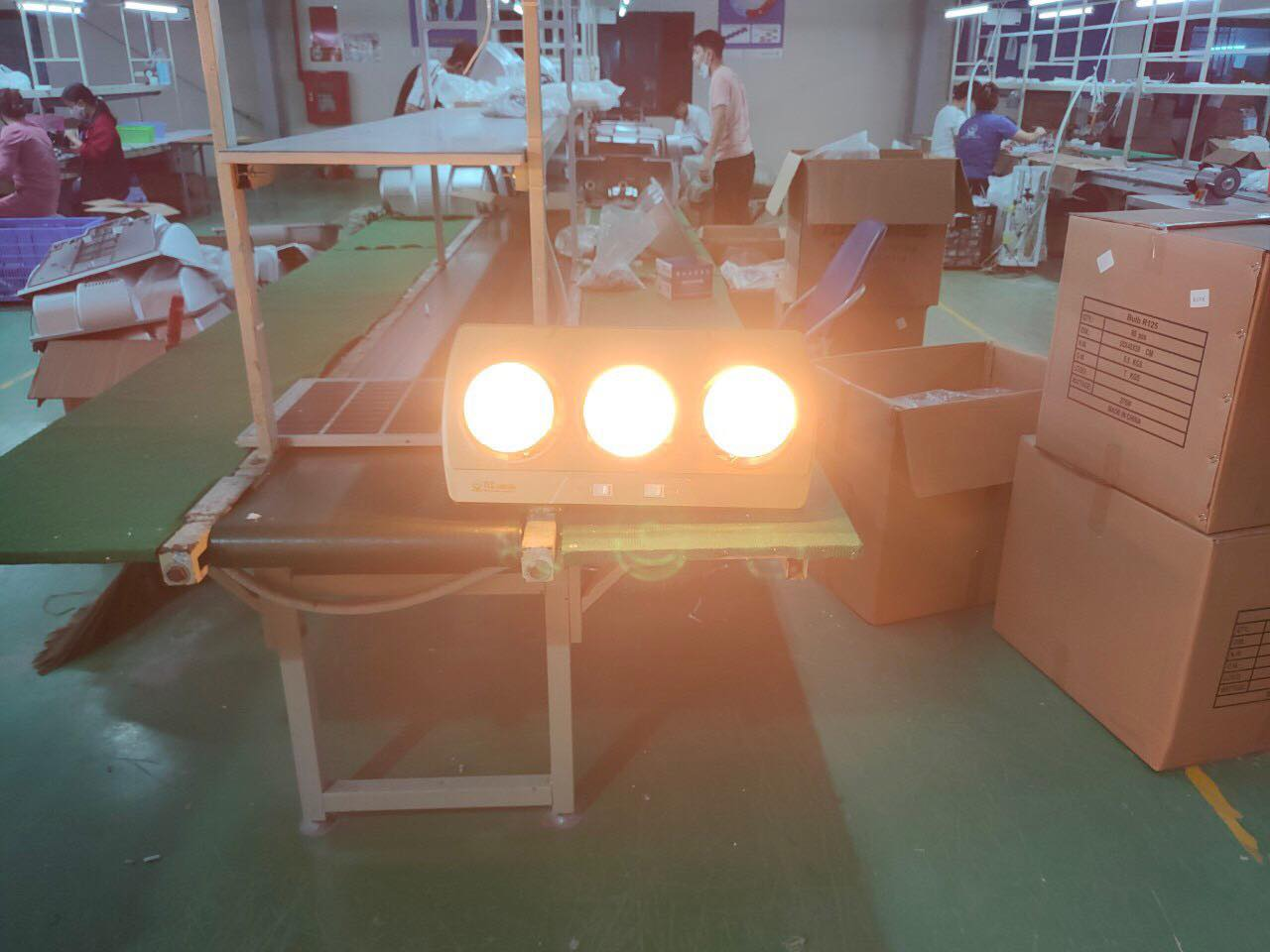
Đèn sưởi 3 bóng

Đèn sưởi là một thiết bị được thiết kế để tạo ra năng lượng và duy trì nhiệt độ nhằm mục đích sưởi ấm trong các không gian vào mùa Đông. Đèn sưởi được thiết kế đặt tại phòng tắm, phòng khách, phòng ngủ, phục vụ nhu cầu bảo vệ sức khoẻ trước thời tiết rét buốt dưới 10 độ C. Bao gồm đèn sưởi carbon, đèn sưởi halogen, đèn sưởi hồng ngoại. Đèn sưởi có cấu tạo bên trong chứa bóng đèn, bên ngoài vỏ làm từ vật liệu nhựa chịu nhiệt.

## Lịch sử
Trong lịch sử, năm 1879, Thomas Edison đã phát minh ra bóng đèn điện, đóng vai trò quan trọng trong việc phát minh ra hệ thống sưởi điện sau này của tập đoàn khổng lồ General Electric (GE). Năm 1907, GE đã sản xuất hàng loại các thiết bị sưởi ấm, nấu nướng để phân phối cho người sử dụng.
Ở thế kỷ 19, lò sưởi được sủ dụng phổ biến trong nền văn hoá Phương Tây để làm vật trang trí và làm ấm không gian. Ngày nay, con người đã phát minh ra các loại đèn sưởi với thiết kế nhỏ gọn và tiện ích hơn nhiều.

## Thế giới
Trên thế giới, đèn sưởi là một thiết bị quan trọng trong ngôi nhà, đặc biệt là các vùng có khí hậu lạnh giá như ở Bắc Âu, Bắc Á, Bắc Mỹ. Nhiều quốc gia sử dụng đèn sưởi để tiết kiệm điện năng, tránh ô nhiễm môi trường và tiêu tốn nhiên liệu.